# 慕尼黑大都市區

慕尼黑大都市區在巴伐利亞州的位置

慕尼黑大都市區（Munich Metropolitan Region）是德國的11個大都市區之一，包括慕尼黑、奧格斯堡、因哥爾斯塔特、蘭休特等城市。慕尼黑大都市區是德國人口第五多的大都市區，僅次於萊茵-魯爾、柏林大都市區、法蘭克福萊茵-美茵和斯圖加特。慕尼黑大都市區面積約27,700平方公里，佔巴伐利亞州的四成。人口則有5,203,738人，佔巴伐利亞州的42%。國內生產總值有2100億歐元，佔巴伐利亞州的53%。

## 外部連結
- Official website （页面存档备份，存于） (German)
- Initiative for European Metropolitan Regions in Germany （页面存档备份，存于） (German)

48°8′18.96″N 11°34′35.4″E / 48.1386000°N 11.576500°E